# А-289
Федеральная автомобильная дорога А-289 Краснодар — Славянск-на-Кубани — Темрюк — А-290 Новороссийск — Керчь — автомобильная дорога федерального значения России. До получения статуса автомобильной дороги федерального значения в феврале 2018 года имела статус автомобильной дороги регионального значения с учётным номером 03К-579 в соответствии с Постановлением Главы администрации (губернатора) Краснодарского края от 20.01.2017 № 46. Ранее участок дороги от Темрюка до Краснодара через Славянск-на-Кубани был частью региональной трассы с учётным номером 03К-002 — сейчас это автомобильная дорога от Краснодара до границы Ставропольского края через Кропоткин.

## Маршрут
Трасса проходит полностью по территории Краснодарского края. Дорога начинается в районе станицы Елизаветинской в Муниципальном образовании город Краснодар, далее проходит через населённые пункты: Белозёрный, Марьянская, Новомышастовская, Славянск-на-Кубани, Анастасиевская, Темрюк, на круговом пересечении направляется в сторону посёлка Стрелка и заканчивается на пересечении с автомобильной трассой А290 от Новороссийска до Керчи в районе хутора Белого в Темрюкском районе.
К концу 2024 году завершено строительство новой четырёхполосной автомобильной дороги, проходящей в обход всех населённых пунктов. 22 декабря 2024 года было открыто движение по новой дороге, соединяющей Дальний западный обход Краснодара с трассой А290. Длина новой дороги составляет 119 км. Решение о строительстве новой автомобильной дороги было принято после открытия автомобильного и грузового движения по Крымскому мосту в 2018 году, из-за чего нагрузка на старое направление трассы через населённые пункты сильно увеличилась.
|                      |  |  |  |  | 0 км — Елизаветинская                         |
|                      |  |  |  |  | 5 км — Белозёрный                             |
| 9 км – на ДЗОК М4    |  |  |  |  |                                               |
|                      |  |  |  |  | 10 км – Марьянская                            |
|                      |  |  |  |  | 23 км – Новомышастовская                      |
|                      |  |  |  |  | 33 км – Ивановская                            |
|                      |  |  |  |  | 44 км – Водный                                |
|                      |  |  |  |  | 47 км – Краснодарский                         |
| на Тимашевск 03К-015 |  |  |  |  | 53 км – Полтавский/Телегин                    |
|                      |  |  |  |  |                                               |
|                      |  |  |  |  | 60 км — Славянск-на-Кубани                    |
|                      |  |  |  |  | р.Протока                                     |
|                      |  |  |  |  |                                               |
|                      |  |  |  |  | на Крымск 03К-016                             |
|                      |  |  |  |  |                                               |
|                      |  |  |  |  | 90 км – Анастасиевская                        |
|                      |  |  |  |  |                                               |
|                      |  |  |  |  | 104 км – Коржевский                           |
|                      |  |  |  |  | 109 км – Красный Октябрь                      |
|                      |  |  |  |  | на Анапу 03К-010                              |
|                      |  |  |  |  | 110 км – Светлый Путь Ленина                  |
|                      |  |  |  |  |                                               |
|                      |  |  |  |  | 118 км – Курчанская                           |
|                      |  |  |  |  |                                               |
|                      |  |  |  |  |                                               |
|                      |  |  |  |  | 132 км – Темрюк                               |
|                      |  |  |  |  | р.Кубань                                      |
| на порт Кавказ А290  |  |  |  |  |                                               |
|                      |  |  |  |  |                                               |
|                      |  |  |  |  | 139 км – Октябрьский                          |
|                      |  |  |  |  | 145 км – Стрелка                              |
|                      |  |  |  |  | 149 км – пересечение с А290 в районе х. Белый |